# Ayguetinte
 Ayguetinte  es una población y comuna francesa, ubicada en la región de Mediodía-Pirineos, departamento de Gers, en el distrito de Condom y cantón de Valence-sur-Baïse.

## Demografía
| 222 | 199 | 173 | 172 | 162 | 152 |
| Para los censos de 1962 a 1999 la población legal corresponde a la población sin duplicidades (Fuente: INSEE [Consultar]) |     |     |     |     |     |